# Flickering Flame: The Solo Years Vol. 1
Roger Waters első válogatásalbuma 2002. április 2-án jelent meg. Az albumra azokból a dalokból válogatott, melyeket a Pink Floydból való kiválása után készített. Az album Észak-Amerikában nem jelent meg.

## Dalok
1. Knockin' on Heaven's Door – 4:06 (az eredeti Pat Garrett & Billy the Kid (album) 1973)
2. Too Much Rope – 5:12 (Az Amused to Death albumról 1992)
3. The Tide Is Turning (After Live Aid) – 5:24 (A Radio K.A.O.S. albumról 1987)
4. Perfect Sense, parts 1 and 2 [live] – 7:22 (Az In The Flesh - Live albumról 2000)
5. Three Wishes – 6:49 (Az Amused to Death albumról 1992)
6. 5.06 AM (Every Strangers' Eyes) – 4:47 (A The Pros and Cons of Hitch Hiking albumról 1984)
7. Who Needs Information – 5:55 (A Radio K.A.O.S albumról 1987)
8. Each Small Candle [live] – 8:34 (Az In The Flesh - Live albumról 2000)
9. Flickering Flame [new demo] – 6:45
10. Towers of Faith – 6:52 (A When the Wind Blows albumról 1986)
11. Radio Waves – 4:31 (A Radio K.A.O.S albumról 1987)
12. Lost Boys Calling [original demo] – 4:06

Az összes dalt Roger Waters írta, kivéve: Knockin' on Heaven's Door (Bob Dylan) és a Lost Boys Calling (Ennio Morricone és Roger Waters).

## Közreműködők
01 Knockin' On Heaven's Door
- Bob Dylan – dalszöveg és zene
- Roger Waters – ének, basszusgitár,
- Simon Chamberlain – billentyűs hangszerek,
- Clem Clempson – elektromos- és akusztikus gitár
- Katie Kissoon – háttérvokál
- Nick Griffiths – producer

02 Too Much Rope és 05 Three Wishes
- Roger Waters – dalszöveg és zene, ének
- Patrick Leonard – billentyű
- Andy Fairweather Low – gitár
- Geoff Whitehorn – gitár
- Steve Lukather – gitár
- James Johnson – basszusgitár
- Graham Broad – dob
- Luis Conte – ütős hangszerek
- Katie Kissoon – háttérének
- Doreen Chanter – háttérének
- Jessica & Jordan Leonard – kiáltó gyerekek a végén
- National Philharmonic Orchestra
- Patrick Leonard és Roger Waters – producerek
- Nick Griffiths – co-producee és hangmérnök
- James Guthrie – keverés

03 The Tide Is Turning, 07 Who Needs Information és 11 Radio Waves
- Roger Waters – dalszöveg és zene, ének, basszusgitár
- Andy Fairweather Low és Jay Stapely – gitár
- Mel Collins – szaxofon
- Ian Ritchie – fairlight programming, dob program, zongora, billentyűsök
- Graham Broad – dob és ütős hangszerek
- Suzanne Rhatigan – háttérének
- Ian Ritchie, John Phirkell, Peter Thomas – duda szekció
- Ian Ritchie – rendezés
- Roger Waters és Ian Ritchie – producer

04 Perfect Sense, Part I és II és 08 Each Small Candle
- Roger Waters – dalszöveg, zene, ének, basszusgitár és gitár
- Doyle Bramhall II – gitár
- Graham Broad – dob
- Jon Carin – billentyű
- Andy Fairweather – gitár, basszusgitár és ének
- Katie Kissoon, Susannah Melvion, P P Arnold – ének
- Andy Wallace – hammond orgona/billentyűsök
- Snowy White – gitár
- James Guthrie – producer és keverés

09 Flickering Flame
- Roger Waters – dalszöveg és zene, ének, akusztikus gitár és basszusgitár
- Jon Carin – billentyű
- Doyle Bramhall II – gitár, basszusgitár
- Roger Waters és Nick Griffiths – producer

10 Towers of Faith
- Roger Waters – dalszöveg, zene és basszusgitár
- Matt Irving – billentyű
- Jay Stapely – elektromos gitár
- John Linwood – vízesés program
- Freddie KRC – dob
- Mel Collings – szaxofon
- John Gordon – basszusgitár
- Claire Torry – ének
- Roger Waters – producer
- Nick Griffiths – co-producer és hangmérnök
- Colin Lyon – hangmérnök asszisztens

12 Lost Boys Calling (demó)
- Ennio Morricone – zene
- Roger Waters – dalszöveg, ének
- Rick Wentworth – zenekar
- Nick Griffiths – keverés